# Fefan
Fefen ou Fefan est la troisième plus grande île habitée du lagon de Truk dans les États fédérés de Micronésie (dans les îles Carolines. Elle couvre une superficie de 13,2 km² et a une population d'environ 3 000 habitants (recensement de 1980) et de 4 047 (en 2008). La partie nord de l'île est constituée de collines avec une hauteur maximale à 298 m. C'est le lieu de naissance de Manny Mori, l'actuel président.